# Octobre 1848

## Événements

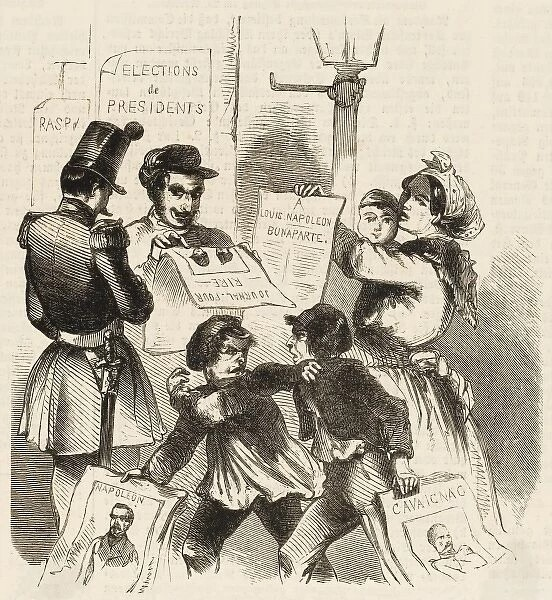
Campagne électorale : deux gamins se battent, un pour Napoléon, l'autre pour Cavaignac, publié dans lIllustrierte Zeitung, 1848.

- 3 octobre, France : L’Événement publie un article en faveur de la candidature de Lamartine à la présidence de la République.

- 5 octobre, France : Alexis de Tocqueville intervient dans la discussion sur la Constitution pour défendre l'élection du président par le peuple. L'Assemblée suit ici le modèle américain: le président de la République est élu au suffrage universel pour quatre ans; il ne peut cependant être réélu avant quatre autres années.

- 6 octobre :
  - France : devant le 15, bureau de l'Assemblée, Victor Hugo prononce son « Opinion sur l'exclusion des Bonaparte ».
  - Empire d'Autriche : assassinat à Vienne du ministre de la guerre Latour par la foule, qui s’empare de l’arsenal. Le gouvernement rejoint la Cour à Olomouc en Moravie.

- 8 octobre : départ de Paris, quai de Bercy, du premier convoi de peuplement constitué de 843 personnes en partance pour l'Algérie ; arrivée à Marseille le 21/10/1848 ; départ de Marseille le 22/10/1848 sur la corvette l'Albatros à destination d'Arzew, près d'Oran, où il arrive le 27/10/1848 ; principale colonie agricole Saint-Cloud.

- 9 octobre, France : la Constituante décide massivement de confier au suffrage universel direct l'élection du président de la République.

- 11 octobre, France :
  - la loi du 12 janvier 1816 condamnant les Bonaparte et certains de leurs soutiens à l'exil est abrogée;
  - à la Constituante, discours de Victor Hugo « pour la liberté de la presse et contre l'état de siège ».

- 12 octobre, France : l'état de siège est levé.

- 13 octobre, France : Cavaignac remanie son gouvernement et fait entrer Jules Dufaure à l'Intérieur, Alexandre Vivien aux travaux publics et Pierre Freslon à l'Instruction publique. Alexis de Tocqueville, qui briguait ce dernier poste, est déçu. En compensation, Cavaignac lui offre de représenter la France à la conférence de Bruxelles prévue pour organiser la paix entre l'Autriche et le Piémont. Tocqueville hésite puis accepte. Mais la conférence n'aura jamais lieu.

- 16 octobre, Empire d'Autriche : Windischgrätz est nommé général en chef.

- 21 octobre, France : les Mémoires d'outre-tombe commencent à paraître en feuilleton dans La Presse (jusqu'au 8 février 1850).

- 22 octobre, France :
  - le général comte d'Hautpoul, gouverneur général de l'Algérie;
  - dans Le Moniteur, Victor Hugo précise qu'il a voté, avec la majorité, contre la pratique du remplacement militaire.

- 24 octobre, France : démission de Goudchaux du gouvernement Cavaignac.

- 25 octobre :
  - France : date approximative de la visite de Louis Bonaparte à Victor Hugo pour lui demander son appui.
  - L’armée hongroise marche sur Vienne pour porter secours à l’insurrection de la capitale.

- 26 octobre : Windischgrätz commence les opérations contre Vienne en liaison avec Jellachich, ban de Croatie.

- 28 octobre :
  - Espagne : inauguration du chemin de fer de Barcelone à Mataró. Première ligne de chemin de fer en Espagne (Sociedad del Camino de Hierro de Barcelona a Mataró).
  - France : L’Événement prend parti pour la candidature de Louis Bonaparte.

- 30 octobre, Empire d'Autriche : les troupes de Kossuth sont battues par les Croates à Schwechat.

- 31 octobre : reprise de Vienne par la réaction. Les impériaux exercent une répression brutale.

## Décès
- 2 octobre : Georg August Goldfuss (né en 1782), paléontologue et zoologiste allemand.
- 8 octobre : Josef Lavos (né le 29 juillet 1807, peintre autrichien.